# Diplodia salicorniae
Diplodia salicorniae är en svampart som beskrevs av Jaap 1907. Diplodia salicorniae ingår i släktet Diplodia och familjen Botryosphaeriaceae.   Inga underarter finns listade i Catalogue of Life.